# Kamniška Bistrica, Kamnik
Kamniška Bistrica je naselje v Občini Kamnik.